# Route départementale 721 (Essonne)
Pour les articles homonymes, voir Route départementale 721.
La route départementale 721 est une route départementale située dans le département français de l'Essonne et dont l'importance est aujourd'hui restreinte à la circulation routière locale. Elle reprend le trajet essonnien de l'ancienne route nationale 721 d'Étampes à Pithiviers.

## Histoire
L'ancienne route nationale 721 fut déclassée en 1972. Elle conserva sa numérotation dans l'Essonne et devint la RD 921 dans le Loiret.

## Itinéraire
La route départementale 721 correspond à l'ancien tracé essonnien de la route nationale 721 qui menait d'Étampes à La Ferté-Saint-Aubin par Pithiviers. Elle conduit aujourd'hui de Morigny-Champigny à la limite du département à Abbéville-la-Rivière.
- Morigny-Champigny : elle commence son parcours au sud de la commune à l'intersection avec la route départementale 191.
- Étampes : elle entre à l'est du territoire sans appellation puis croise la route départementale 63 avant de quitter le territoire au sud.
- Ormoy-la-Rivière : elle entre par le nord-est sans dénomination et traverse le hameau de Dhuilet avant de quitter la commune.
- Boissy-la-Rivière : elle entre au nord-est sans appellation et ressort au sud sans passer par le bourg.
- Fontaine-la-Rivière : elle entre par le nord, croise la route départementale 145 et ressort au sud-est.
- Abbéville-la-Rivière : elle entre par le nord, croise la route départementale 12 puis quitte le territoire communal, départemental et régional à la limite avec Rouvres-Saint-Jean dans le Loiret sous la numérotation route départementale 921.

## Pour approfondir